# Berthold VII.

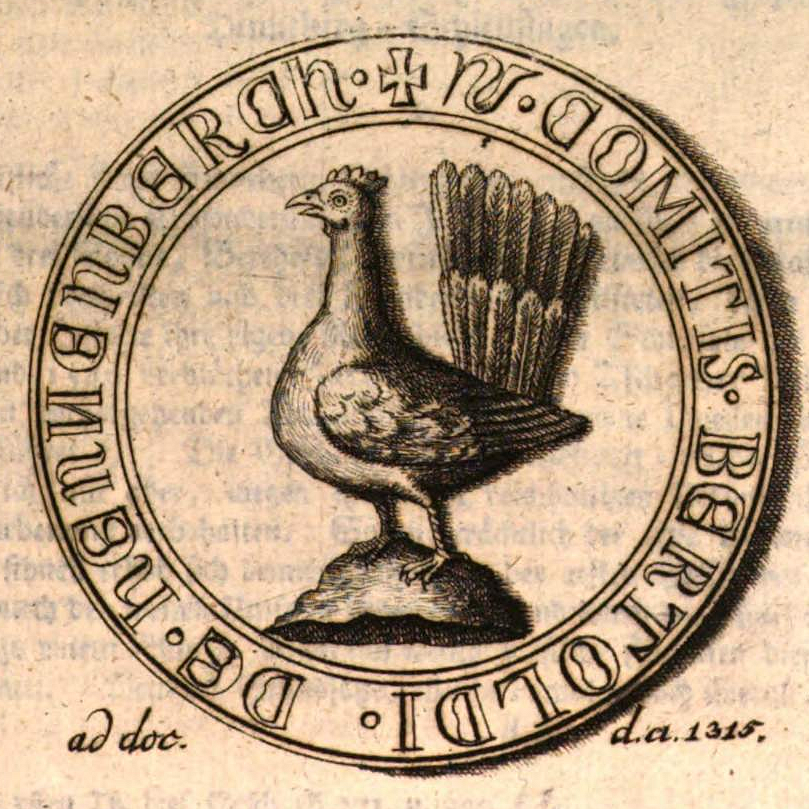
Siegel des Grafen Berthold VII. von Henneberg-Schleusingen im Jahre 1315

Berthold VII. der Weise (* 1272 in Schleusingen; † 13. April 1340 ebenda) war von 1284 bis 1340 regierender Graf von Henneberg-Schleusingen.
Graf Berthold VII. von Henneberg-Schleusingen war Sohn von Berthold V. († 1284) und (?) Sophie von Schwarzburg († 1279), Tochter Günthers VII. von Schwarzburg. Der römisch-deutsche König und spätere Kaiser Heinrich VII. erhob ihn am 25. Juli 1310 auf dem Reichstag zu Frankfurt in den Reichsfürstenstand. Ein Jahr zuvor hatte Heinrich ihm die Reichsstadt Schweinfurt verpfändet und das Recht auf die dortige Reichsburg zugestanden. Im Jahre 1312 erwarb er durch Heiratspolitik (Heirat seines Sohnes Heinrich VIII. mit Jutta von Brandenburg) die Pflege Coburg für das Haus Henneberg zurück, was seinen Herrschaftsbereich praktisch verdoppelte.
Im Jahr 1313 war Berthold VII. Verweser (Statthalter) des Königreichs Böhmen. Berthold gehörte zu den einflussreichsten Beratern des Kaisers Ludwig IV. Er war von 1323 bis 1330 Vormund von Ludwig dem Brandenburger, dem ältesten Sohn Kaiser Ludwigs IV. aus dessen erster Ehe mit Beatrix von Schlesien-Schweidnitz, und Statthalter der Mark Brandenburg.

## Nachkommen
Aus seiner 1284 geschlossenen Ehe mit Adelheid von Hessen (1268–1317), Tochter des Landgrafen Heinrich I. von Hessen und Adelheid von Braunschweig, stammten folgende Kinder:
- Heinrich VIII. († 10. September 1347) ⚭ Jutta von Brandenburg
- Johann I. (1289–2. Mai 1359) ⚭ Elisabeth von Leuchtenberg
- Berthold, Ritter des Johanniterordens, Komtur in Kühndorf
- Ludwig, Domherr in Magdeburg
- Elisabeth von Henneberg (* vor 1318, † 6. Dezember 1377) ⚭ Johann II., Burggraf von Nürnberg

Eine zweite Ehe mit Anna († 1323), Tochter des Grafen Konrad von Hohenlohe, blieb kinderlos.